# Seki Kotaro
Vittorie: 152 su 225 incontri (67,6%)
Kotaro Seki (関 航太郎?, Seki Kōtarō; Tokyo, 28 novembre 2001) è un giocatore di go giapponese.
Discepolo di Kazunari Fujisawa 8p, ha vinto lo Shinjin-O nel 2020 e il Tengen nel 2021 e 2022.

## Biografia
Suo nonno gli insegnò a giocare a Go, e all'età di cinque anni, quando era ancora un principiante, iniziò a frequentare la scuola di Go per bambini di Shinjuku gestita da Kazunari Fujisawa. È diventato uno studente della Nihon Ki-in nel suo terzo anno di scuola primaria, e nel 2013 ha gareggiato e vinto la divisione ragazzi (under 12) del 30º Campionato mondiale giovanile di Go. Nel 2016 ha superato l'esame di reclutamento invernale di Go con un record di 11 vittorie e 4 sconfitte, arrivando secondo dopo Ryunosuke Shibano (12 vittorie e 3 sconfitte). Il 1º aprile 2017, a 15 anni, è diventato primo dan.
Il 26 giugno 2018 è stato promosso 2 dan per il numero di vittorie.
Il 1º gennaio 2020 è stato promosso 3 dan per i premi ottenuti. Nello stesso anno ha vinto il 45º Campionato esordienti, e ha anche vinto 2-1 la finale dello Shinjin-O su tre partite contro Atsushi Sada 7p il 16 ottobre, conquistando il suo primo titolo all'età di 18 anni. Alla cerimonia di premiazione, ha detto a proposito della partita finale: «Ho giocato la partita più soddisfacente della mia vita come giocatore professionista di Go». Ha anche raggiunto i quarti di finale del quarantaseiesimo torneo Gosei. Per questi risultati, gli è stato assegnato il Premio Kido per i nuovi arrivati.
Nel 2021 si è qualificato al tabellone principale del quarantasettesimo torneo Tengen, nel corso del quale ha sconfitto Yokotsuka Riki 7p, Onishi Ryuhei 7p, Ri Ishu 8p e Motoki Katsuya 8p, per poi vincere il torneo per la scelta dello sfidante il 9 settembre sconfiggendo Shibano Toramaru Oza, e stabilendo il primato per la conquista più veloce dell'accesso in finale a uno dei sette tornei giapponesi principali, in 4 anni e 6 mesi dopo la sua adesione alla federazione, e anche quello per il grado più basso avuto al momento dell'accesso, 4 dan. Promosso a 7 dan il 10 dello stesso mese, nella finale del Tengen ha sconfitto Ryō Ichiriki Tengen per 3-1, vittoria che ha reso Seki il più giovane goista a conquistare il Tengen della storia (20 anni e 0 mesi). Per questa vittoria, il 7 dicembre è stato promosso 8 dan.
Nel corso dell'edizione 2022 del Tengen, Seki ha sconfitto per 3–2 Atsushi Ida, confermando il proprio titolo. Nello stesso anno ha sconfitto nuovamente Ryō Ichiriki strappandogli la NHK Cup. Ha partecipato alla stagione 2022-23 della Korean Baduk League nella squadra della Nihon Ki-in ottenendo 2 vittorie e 10 sconfitte.
È stato selezionato come membro della squadra giapponese di go ai XIX Giochi asiatici del 2023, dove ha partecipato alla competizione maschile a squadre insieme a Sada Atsushi, Shibano Toramaru, Ichiriki Ryō, e Iyama Yūta. Nel torneo preliminare ha ottenuto tre vittorie e due sconfitte, quella contro il sudcoreano Byun Sang-il e quella contro il taiwanese Xu Haohong (medaglia d'oro individuale): in questo modo ha contribuito al passaggio del turno del Giappone. In semifinale la squadra giapponese ha incontrato nuovamente quella sudcoreana, venendo sconfitta per 0-5: Seki ha perso per la seconda volta contro Byun Sang-il. Nella finale per il bronzo, ha nuovamente perso contro il taiwanese Xu Haohong, ma il Giappone ha sconfitto Taiwan 4-1, ribaltando il risultato dei gironi e conquistando la medaglia di bronzo. Tra il 10 ottobre e il 6 dicembre ha perso per 1-3 la finale della quarantanovesima edizione del Tengen contro Ichiriki.
Nel maggio 2024 ha perso 0-2 la finale della Coppa Teikei Shunhei contro Shibano Toramaru.

## Titoli
| Nazionali                           | Nazionali      | Nazionali |
| Torneo                              | Vittorie       | Finalista |
| ----------------------------------- | -------------- | --------- |
| Tengen                              | 2 (2021, 2022) | 1 (2023)  |
| NHK Cup                             | 1 (2022)       |           |
| Shinjin-O                           | 1 (2020)       |           |
| Internazionali                      |                |           |
| Coppa Teikei Shunhei                |                | 1 (2024)  |
| Campionato mondiale giovanile di Go | 1 (2013)       |           |
| Totale                              | 5              | 2         |